# کامینگ (جورجیا)
کامینگ، جورجیا (به انگلیسی: Cumming, Georgia) یک شهر در ایالات متحده آمریکا با جمعیت ۵٬۴۳۰ نفر است که در جورجیا واقع شده‌است.

## موقعیت جغرافیایی
موقعیت جغرافیایی شهرها و مناطق اطراف به شرح زیر است: